# Brda (řeka)
Brda (německy Brahe) je řeka v Polsku. Dosahuje délky 238 km, protéká územím Pomořského a Kujavsko-pomořského vojvodství. Její povodí má rozlohu 4 627 km².

## Průběh toku
Svůj tok začíná v Bytowském pojezeří v jezeře Smołowo severovýchodně od města Miastko. Protéká přes řadu jezer (Kamień, Orle, Świeszyńskie, Głębokie, Szczytno, Końskie, Charzykowskie, Karsińskie, Witoczno, Łąckie, Dybrzk, Kosobudno). Šířka koryta se mění, na některých úsecích je dolina řeky hluboká a na jiných řeka meandruje. Ve vzdálenosti 10 km od ústí (tj. od města Bydhošť) začíná kanál, který spojuje povodí Visly a Odry přes řeku Noteć. Ústí zleva do Visly. Spád řeky je rovnoměrný v celé délce toku.

### Přítoky
- zleva – Lipczynka, Chocina, Zbrzyca, Raciąska Struga, Czerska Struga, Bielska Struga, Prusina, Ruda (Stążka), Szumionka, Kręgiel, Struga (Kotomierzyca)
- zprava – Modra, Ruda (Kuźnia), Czerwonka (Czerwona Struga), Jarcewska Struga, Ostrowicka Struga (Struga Siedmiu Jezior), Hozjanna, Kicz, Kamionka, Sepolna (Sępolenka), Krówka

## Osídlení
Na řece leží města Sąpolno, Swornegacie, Męcikał, Rytel, Tuchola, Koronowo, Tryszczyn a Bydhošť.

## Vodní režim
Průměrný dlouhodobý průtok činí 31 m³/s.

## Využití
Po řece je splavováno dřevo. Na dolním toku je možná v délce 15 km vodní doprava. Na řece bylo vybudováno několik vodních elektráren (Mylof, Samociążek, Tryszczyn, Smukała). Největší přehradou je Jezioro Koronowskie. Řeka je také oblíbená u vodáků.